# Pitkäkari (ö i Finland, Norra Österbotten, Brahestad, lat 64,47, long 24,19)
Pitkäkari är en ö i Finland.   Den ligger i kommunen Pyhäjoki i den ekonomiska regionen  Brahestads ekonomiska region  och landskapet Norra Österbotten, i den centrala delen av landet, 500 km norr om huvudstaden Helsingfors.